# Абу Айюб аль-Масри
Абу́ А́йюб аль-Масри́ (также известен как Абу́ Ха́мза аль-Муха́джир; 1968 — 18 апреля 2010, Тикрит) — египетский араб, активный участник военных действий в Ираке против США.

## Биография
Лидер иракской ячейки «Аль-Каиды» после гибели Абу Мусаба аз-Заркави (7 июня 2006 года). Организатор кровавых терактов в Ираке.
Был назначен 12 июня 2006 года.
По данным источников спецслужб США, аль-Масри родился в 1965-1966 гг., и присоединился к группировке «Египетский исламский джихад» около 1982 года. Считается, что он был около Усамы бен Ладена в Судане в 1995-м, потом переехал в Пакистан. После подготовки в Афганистане он вернулся в Ирак в 2002 году. До того, как сменить убитого аз-Заркави, он был главой разведки группировки в Северной Африке и на Ближнем Востоке.
В октябре 2006 года иракские спецслужбы заявили, что аль-Масри убит. Тогда эти данные не подтвердились. 1 мая 2007 года МВД Ирака снова объявило о смерти аль-Масри, на этот раз якобы в результате столкновения между различными фракциями боевиков. При этом иракские власти заявили, что в их распоряжении тела аль-Масри нет.
В феврале 2007 года ранен в ходе американской спецоперации, его помощник убит. 9 мая 2008 года была получена, а затем опровергнута информация об его захвате под Мосулом американскими военными. 18 апреля 2010 года убит в перестрелке. Его преемником, «министром войны» Исламского государства Ирак, в середине мая 2010 года стал Абу Сулейман ан-Насир.